# Navagunjara

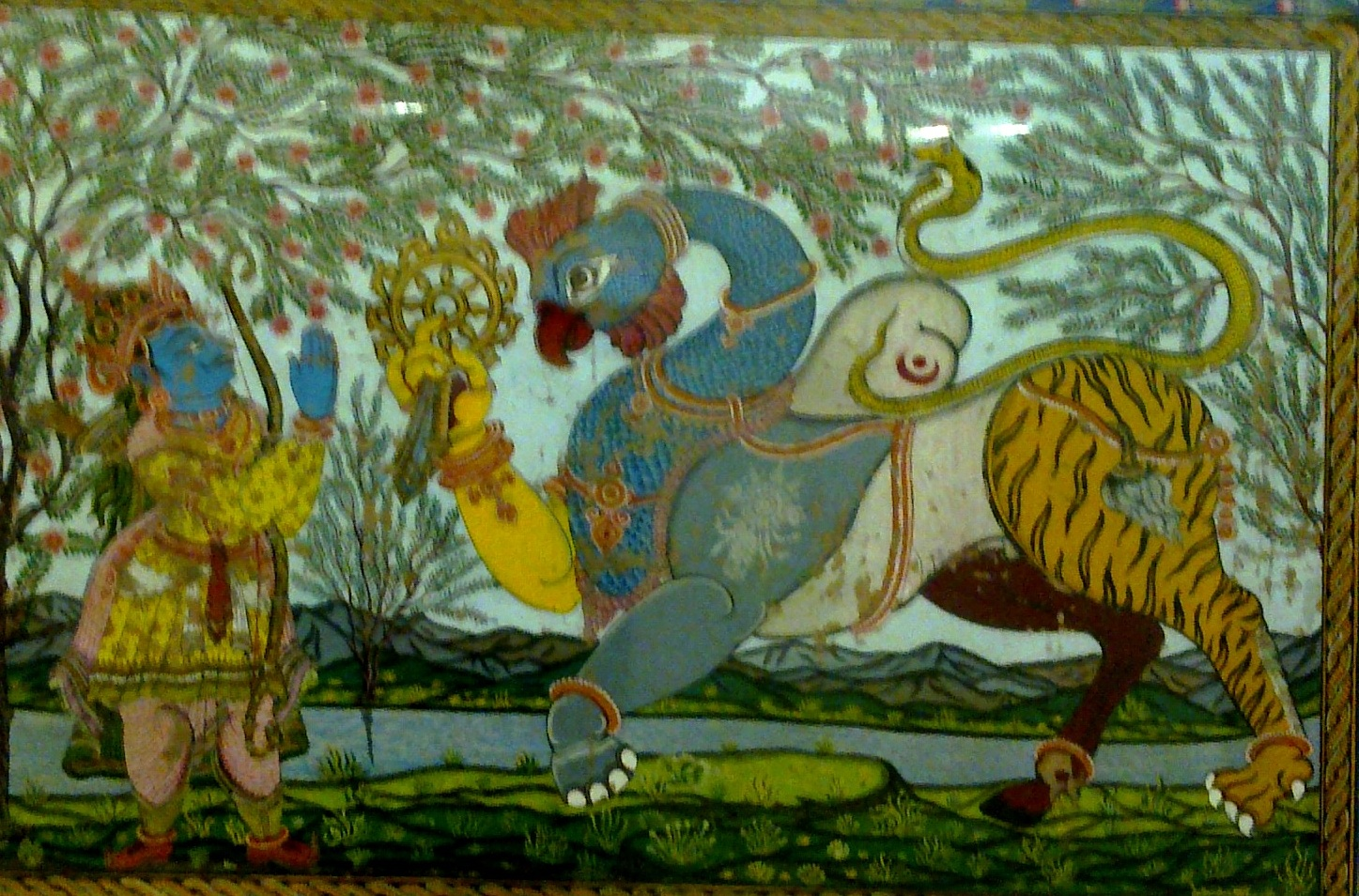
Arjuna le apunta con su arco a Navagunjara, representado aquí con la cabeza de un pavo real la forma Odia de jagannath'.

En la epopeya hindú Mahabharata, Navagunjara es una criatura compuesta de nueve animales diferentes. El animal es un motivo común en el estilo Pata-Chitra de pintura, del estado de Odisha en India. La bestia está considerada una forma del dios Hindú Vishnu, o de Krishna, quien es considerado un Avatar (encarnación ) de Vishnu. Es considerado una forma variante  virat-rupa (Omnipresente o  vasto) de Krishna, que él exhibe ante Arjuna, tal como se menciona en el Bhagavad Gita, una parte de la epopeya Mahabharata.
La versión del Mahabharata, escrita por el poeta Odia Sarala Dasa, narra la leyenda de Navagunjara; esta es la única versión de la historia. Una vez, when Arjuna was doing penance on a hill, Krishna-Vishnu se le aparece como Navagunjara. Navagunjara tiene la cabeza de un gallo, y se yergue sobre tres patas, las de un elefante, tigre y ciervo o caballo; su cuarto miembro es un brazo humano elevado que lleva un lotus o una rueda. La bestia tiene el cuello de un pavo, la espalda o joroba de un toro y la cintura de un león; la cola de una serpiente. Inicialmente, Arjuna esta aterrorizado y embrujado por esta extraña criatura y apunta su arco para dispararle una flecha, Arjuna se da cuenta de que Navagunjara es una manifestación de Vishnu y suelta sus armas, arrodillándose ante Navagunjara.
La escena de Navagunjara-Arjuna se encuentra esculpida en el lateral norte del Templo Jagannath, Puri. También, el disco de Nila Chakra en la parte superior del Templo Jagannath tiene ocho Navagunjaras tallados en la circunferencia exterior, with all facing towards the flagpost above.
Navagunjara también es representado en los naipes Ganjifa como el naipe del Rey y Arjuna como el naipe del Ministro, en partes de Orissa, principalmente en los distritos Puriy y Ath-Rangi Sara en el distrito Ganjam, Orissa. Este tipo de mazo es denominado Navagunjara.